# Диалекты македонского языка

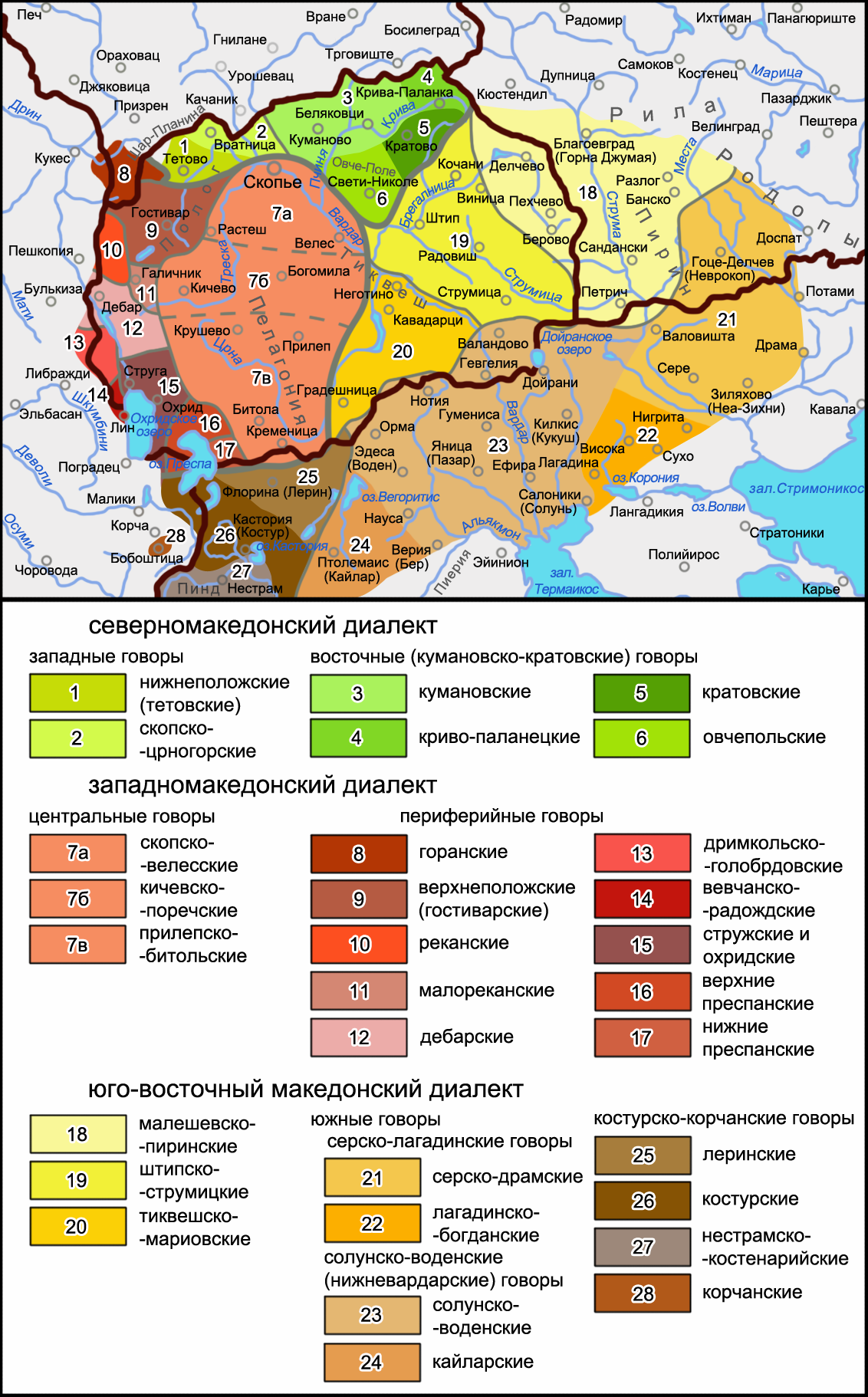
Карта македонских диалектов

Диале́кты македо́нского языка́ (макед. дијалекти на македонскиот јазик) — территориальные разновидности македонского языка, распространённые в Вардарской Македонии (в Северной Македонии и прилегающих к ней с запада районах Албании), в Пиринской Македонии (на юго-западе Болгарии) и в Эгейской Македонии (на севере Греции). Выделяются три основных диалектных района: западный, восточный и северный. Ранее диалектологи разделяли македонский диалектный ареал на две части — западную и восточную. Вместе с болгарскими и торлакскими македонские диалекты образуют болгарско-македонский непрерывный диалектный континуум.
В Болгарии носители македонских диалектов считаются болгарами, в Греции — греками-«славянофонами». В болгарской языковедческой традиции литературный язык македонцев рассматривается как региональная норма болгарского языка, а македонские диалекты чаще всего считаются частью болгарских диалектов. Македонский ареал, например, показан как часть болгарского языкового ареала на диалектологической карте, опубликованной Институтом болгарского языка в 2014 году. В Греции до 1980-х годов македонские говоры находились под запретом, в настоящее время этот запрет снят, тем не менее, существование македонского языка и его диалектов официально не признаётся.
Для македонских диалектов характерны различия на всех уровнях языка — в фонетике, просодии, морфологии и синтаксисе. Значительная часть различительных признаков современных македонских диалектов сложилась уже к XIII веку, в их числе как собственно славянские, так и балканские языковые инновации.
Центральные говоры западной диалектной группы являются основой македонского литературного языка. Особая литературная норма была создана в 1953 году на базе эгейско-македонских говоров в Греции. Для этого языка (в классификации А. Д. Дуличенко — микроязыка) была разработана грамматика, на нём издавались периодика и книги, в настоящее время этот язык вышел из употребления.

## Классификация

### Северный диалект
Ареал северного диалекта размещён на севере Северной Македонии в районе города Тетово, горного массива Скопска-Црна-Гора, немного севернее Скопье, в Кумановской, Овчепольской и Кратовской областях, а также в окрестностях города Крива-Паланка. С западными и восточными диалектами северный разделяет пучок из более, чем 45 фонетических и структурно-грамматических изоглосс. Для говоров северной македонской диалектной группы характерен ряд языковых черт, объединяющих их с южными говорами торлакского наречия и крайне западными болгарскими говорами.

В составе северного диалекта выделяют следующие говоры:
- западные говоры:
  - нижнеположские (тетовские) говоры;
  - скопско-црногорские говоры;
  - горанские говоры.
- восточные (северо-восточные, кумановско-кратовские) говоры:
  - кумановские говоры;
  - кратовские говоры;
  - кривопаланецкие говоры;
  - овчепольские говоры.

Горанские говоры, распространённые в юго-западных районах Косова и в приграничных с ними районах Албании — в регионе Гора (на северных и западных склонах Шар-Планины), в традициях македонской диалектологии причисляются к македонскому диалектному ареалу (в частности, таким исследователем македонского языка, как Б. Видоески). В то же время подобная точка зрения скептически воспринимается сербскими и хорватскими диалектологами, в частности, критикуется сербским лингвистом П. Ивичем и хорватским лингвистом Д. Брозовичем. Как и остальные славянские говоры Косова, горанские говоры на диалектологической карте П. Ивича включены в ареал призренско-южноморавского диалекта торлакского наречия.

В классификации, основанной на работах Б. Видоески и Б. Конески (опубликована в издании «The Slavonic Languages», 1993), нижнеположские (тетовские), скопско-црногорские и горанские говоры отнесены к западномакедонской диалектной группе, а восточные (кумановско-кривопаланецкие) говоры отнесены к восточномакедонской диалектной группе.

Болгарские диалектологи включают северномакедонские говоры в состав периферийного ареала северо-западной подгруппы западноболгарской диалектной группы, при этом в горанских говорах, определяемых как смешанные, отмечается сочетание черт периферийных ареалов северо-западной и юго-западной подгрупп.

### Западный диалект
Говоры западномакедонского диалекта относятся к наиболее специфичным македонским говорам. Выделяются центральные говоры к югу от Скопье, в которых отмечается изменение праславянской носовой *ǫ в /a/ и в то же время широко представлены многие типично западномакедонские диалектные особенности. К западу и югу от центральных выделяются периферийные говоры: говоры охридско-преспанского региона и говоры окрестностей Дебара на западе, говоры окрестностей Гостивара на северо-западе, а также ряд архаичных островных говоров вдоль границы с албанским языковым ареалом и анклавы македонских говоров на территории самой Албании. Западную и восточную группы разделяет пучок из более, чем 35 изоглосс, проходящий по долинам рек Пчиня, Вардар и Црна.

К западномакедонским относят следующие говоры:
- центральные говоры:
  - поречские говоры;
  - кичевские говоры;
  - прилепские говоры;
  - битольские говоры;
  - велесские говоры.
- западные говоры:
  - верхнеположские (гостиварские) говоры;
  - охридские говоры;
  - стружские говоры;
  - дебарские (дебрские) говоры;
  - реканские говоры;
  - малореканские (галичникские) говоры;
  - дримкольско-голобрдовские говоры;
  - вевчанско-радождские говоры.
- южные (юго-западные) говоры:
  - преспанские говоры:
    - нижнепреспанские говоры;
    - верхнепреспанские говоры.

  - корчанские говоры;
  - костурские говоры;
  - нестрамские говоры;
  - леринские говоры.

В издании «The Slavonic Languages» (1993) представлен следующий вариант классификации западномакедонской диалектной группы, основанный на работах Б. Видоески и Б. Конески:
- охридско-преспанские говоры:
  - нижнепреспанские говоры;
  - охридско-стружские говоры;
  - вевчанско-радождские говоры.
- дебарские говоры:
  - дримкольско-голобрдовские говоры;
  - дебарские (дебрские) говоры;
  - реканские говоры;
  - малореканские (галичникские) говоры.
- горанские говоры.
- скопско-црногорские говоры.
- положские говоры:
  - верхнеположские (гостиварские) говоры;
  - нижнеположские (тетовские) говоры.
- западно-центральные говоры.
- костурско-корчанские говоры:
  - нестрамские говоры;
  - корчанские говоры;
  - костурские говоры.

Болгарские диалектологи включают центральные (велесско-прилепско-битольские) говоры в состав так называемых а-говоров (центрального ареала) юго-западной подгруппы западноболгарской диалектной группы. Остальные западномакедонские говоры относят к периферийному юго-западному ареалу (к не-а-говорам). В состав периферийного ареала включаются также кукушско-воденские и гевгелийские говоры, часто рассматриваемые как говоры восточномакедонского ареала. В леринских говорах отмечается широкое распространение диалектных черт центральных юго-западных говоров, а в корчанских — диалектных черт западнорупских говоров восточноболгарской диалектной группы. Некоторые говоры западномакедонского ареала (преспанские и корчанско-костурско-леринские) могут рассматриваться как переходные между западной и восточной диалектными группами.

### Восточный диалект
Территория восточной (юго-восточной) диалектной группы размещена к востоку от западных говоров и к югу от линии Скопье — Свети-Николе — Злетово, она разделена между тремя государствами — Болгарией, Грецией и Македонией. В Пиринской Македонии в Болгарии распространены малешевско-пиринские говоры, в Эгейской Македонии в Греции — солунско-воденские говоры, в Северной Македонии — штипско-струмицкие и другие говоры.

В целом к числу восточномакедонских говоров относят:
- тиквешско-мариовские говоры;
- штипско-струмицкие говоры;
- малешевско-пиринские говоры;
- солунско-воденские говоры.

Согласно варианту классификации македонских диалектов, представленному в работах Б. Видоески и Б. Конески, к восточномакедонским относят также кумановско-кратовские (кумановско-кривопаланецкие) говоры, часто рассматриваемые как северномакедонские, и драмско-серские (серско-неврокопские) говоры, часто рассматриваемые как западнорупские восточноболгарские говоры:
- кумановско-кривопаланецкие говоры;
- штипско-струмицкие говоры;
- тиквешско-мариовские говоры;
- малешевско-пиринские говоры;
- нижневардарские говоры;
- серско-неврокопские говоры.

Согласно диалектологической карте болгарского языка, малешевско-пиринскому ареалу приблизительно соответствует ареал благоевградских говоров, штипско-струмицкому ареалу — ареал штипско-радовишских говоров, тиквешско-мариовскому ареалу — ареалы мариовских и неготинских говоров. Все указанные говоры включаются в состав а-говоров юго-западной подгруппы западноболгарской диалектной группы. Солунско-воденскому ареалу соответствуют ареалы гевгелийских и кукушско-воденских не-а-говоров юго-западной подгруппы и ареал западнорупских восточноболгарских солунских говоров.
Тиквешско-мариовские говоры восточномакедонского ареала иногда включают в переходную полосу говоров, размещённых между западным и восточным диалектными ареалами.

## Диалектные различия

### Фонетика

#### Гласные

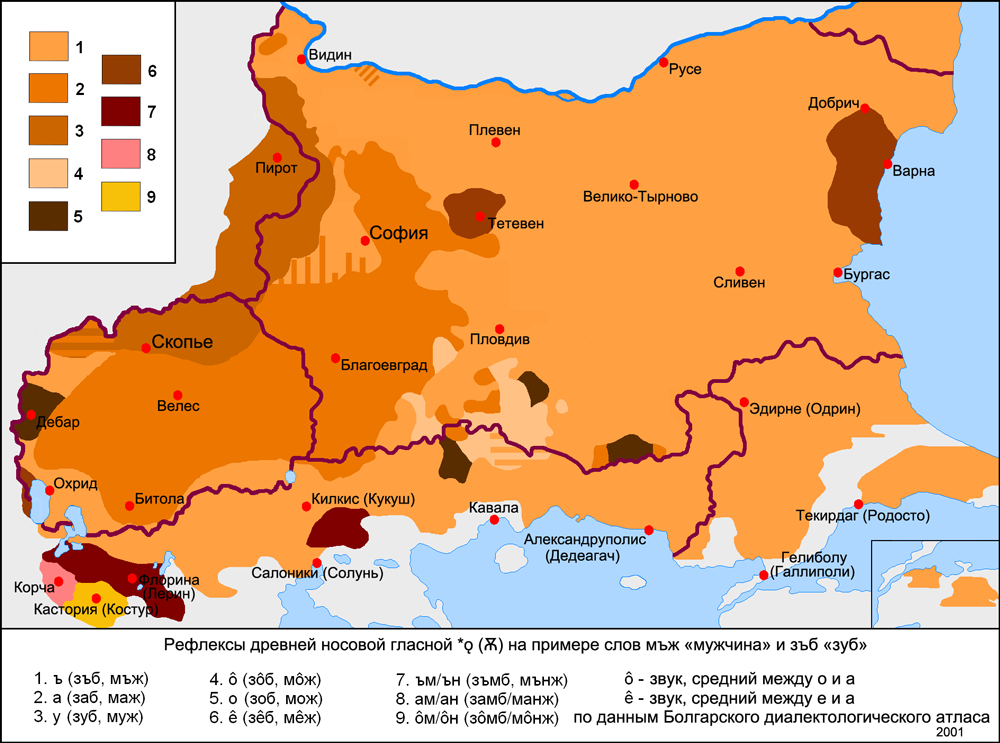
Рефлексы Ѫ в болгаро-македонском диалектном ареале

Система вокализма центральных говоров характеризуется наличием пяти фонем /a/, /e/, /i/, /o/, /u/. Для остальных македонских говоров, исключая малореканские, реканские, дримкольско-голобрдовские, вевчанско-радождские, нестрамские, корчанские и часть нижнепреспанских, также характерно наличие гласной /ə/. Фонема /å/ или /ɔ/ встречается в говорах, в которых отсутствует /ə/, кроме малореканских и корчанских. Фонема /ä/ отмечается в вокалических системах вевчанско-радождских и корчанских говоров, а также в системе вокализма говоров сёл Сухо и Висока близ Салоник. Фонема /ü/ характерна для корчанских говоров. Слоговая сонорная /r̥/ распространена в македонских говорах шире, чем /l̥/, последняя встречается только в малореканских говорах.
В большинстве македонских говоров на месте праславянской *ě отмечается гласная /e/, в ряде восточномакедонских говоров *ě развилась в /a/ в позиции после аффрикаты /с/ — cal «целый» (в восточных говорах), cel (в западных). В говорах восточной части Пиринской Македонии и восточной части Эгейской Македонии рефлексом *ě под ударением являются гласные /a/ или /ä/. При этом в восточно-эгейских говорах отсутствует какое бы то ни было влияние на реализацию рефлекса *ě, а в восточно-пиринских говорах /a/ возможна только, если в следующем слоге присутствует гласная заднего ряда, перед слогом с гласной переднего ряда рефлексом *ě является гласная /e/: b’ala «белая» — b’ali «белые» (в серско-драмских говорах), b’äla — b’äli (в солунских говорах), но b’ala — beli (в неврокопских говорах). Особый тип реализации древней *ě как /ɪ̯ä/ под ударением отмечается в корчанских говорах.
По наличию рефлексов редуцированных гласных, слоговых сонорных, а также носовой *ǫ современные македонские говоры подразделяются на 6 групп:
- северная (тетовские, скопско-црногорские и кумановско-кратовские говоры);
- периферийная (гостиварские, охридско-преспанские, костурско-корчанские и солунско-воденские говоры);
- западно-центральная;
- восточно-центральная (тиквешско-мариовские, штипско-струмицкие и малешевско-пиринские говоры);
- дебарская;
- серско-неврокопская.

Рефлексы праславянских фонем на примерах слов сон «сон», ден «день», крв «кровь», волк «волк», пат «дорога, путь»:
| ǔ                    | ǐ   | r̥   | l̥    | ǫ    |     |
| северная             | sən | dən | krv  | vuk  | put |
| восточно-центральная | son | den | krv  | vək  | pat |
| западно-центральная  | son | den | krv  | volk | pat |
| дебарская            | son | den | korv | volk | pot |
| периферийная         | son | den | kərv | vəlk | pət |
| серско-неврокопская  | sən | den | kərv | vəlk | pət |

Особые рефлексы представлены в некоторых говорах дебарской группы (реканских и дримкольско-голобрдовских), в которых в соответствии фонеме /o/ выступают гласные /o/, /å/ или /ɔ/. Для малореканских говоров характерны следующие рефлексы слоговых сонорных и носовой *ǫ: krv, vlk, pot. Для горанских: krv, vuk, pət, при этом на месте *l̥ в зависимости от говора того или иного села, либо в зависимости от той или иной группы лексем могут встречаться также lə, əl, əv, ov, ou̯. Рефлексы *ǔ и ǐ в говорах Горы — гласные e и o соответственно (den, son).
Фонема /ə/ в неврокопских говорах реализуется как /å/, в корчанских говорах и говорах сёл, расположенных к северу от Костура, — как /a/. В костурско-корчанском ареале сохранились носовые гласные (сочетания чистых гласных и назализованных сонорных): zəmb «зуб» (в костурских), zåmb (в нестрамских), zamb (в корчанских). Для вевчанско-радождских говоров характерны следующие рефлексы слоговых сонорных и носового *ǫ: påt, kärv, volk (но kälk «бедро»), исторически /å/ — после губно-губных согласных, в остальных позициях — /ä/, в обоих случаях под ударением. В нижнепреспанских: påt, krv, våk, но pålno «полное».
В говорах сёл Сухо и Висока на месте носового *ǫ отмечается сочетание ən: pənt’.

#### Согласные

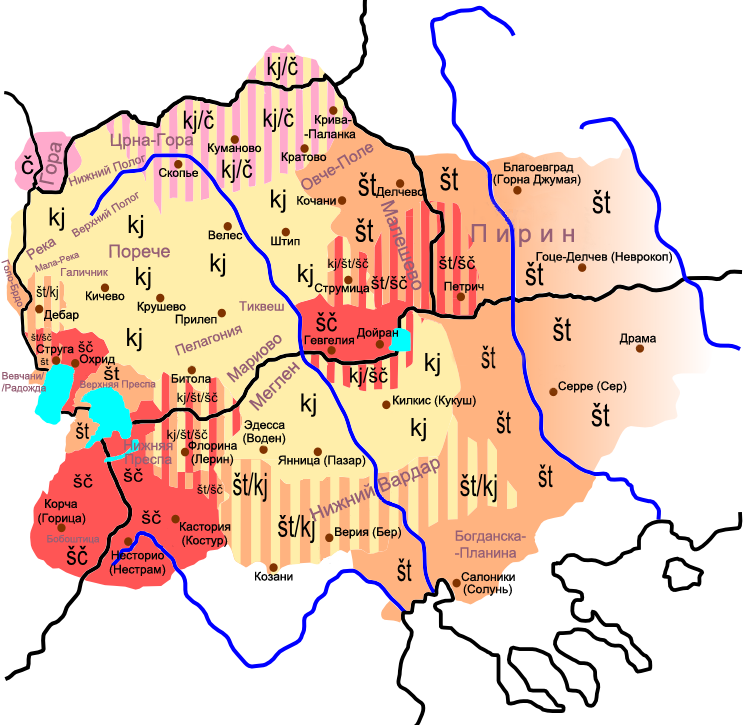
Распространение согласной /ќ/

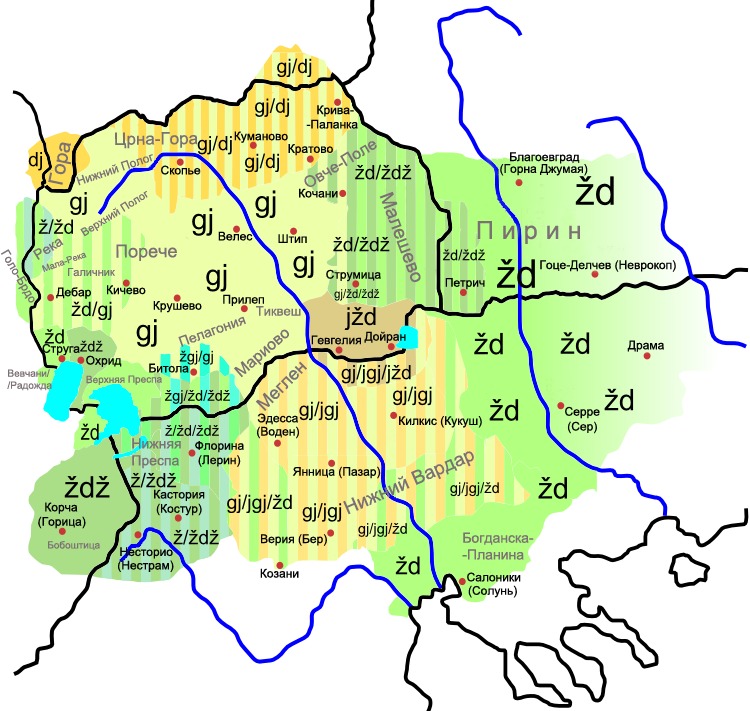
Распространение согласной /ѓ/

В области консонантизма в македонском языковом ареале отмечаются такие диалектные различия, как наличие / отсутствие фонемы /х/ и (в интервокальной позиции) фонемы /v/. Эти языковые явления разделяют западный и восточный диалектные регионы: на западе /x/ (за исключением тетовских, горанских и корчанских говоров) и /v/ (за исключением малореканских говоров и части говоров костурско-корчанского региона) отсутствуют, на востоке эти согласные сохраняются: glava «голова» — [gla], glavi «головы» — [glaj]. В восточном диалекте исключение составляют тиквешско-мариовские и кумановско-кратовские говоры, в которых нет согласной фонемы /x/.

Восточный диалектный регион выделяется также тем, что в начале слова перед рефлексами праславянской носовой гласной *ǫ развилась протетическая согласная /v/, в западном регионе в этой же позиции отмечается протетическая /j/: vaglen «уголь» — jaglen.

Кроме того, македонская диалектная территория разделяется на несколько ареалов в зависимости от развития древних сочетаний *tj, *kt, *dj. В северных и центральных диалектах на месте указанных сочетаний сформировались согласные /ќ/ и /ѓ/. В периферийных южных, западных и восточных — сформировались сочетания /št/, /žd/ или /šč/, /žǯ/, /š’č’/, /ž’ǯ’/.

#### Просодия
В говорах западного диалектного региона сформировалась фонетическая система с фиксированным ударением, падающим на третий от конца слова слог — в говорах Северной Македонии, и на предпоследний слог — в говорах, главным образом, Албании и Греции. Для восточных говоров характерны разные типы нефиксированного ударения. В тиквешско-мариовских говорах ударение подвижно, но ограничивается третьим или предпоследним от конца слова слогом. В солунско-воденских говорах ударение привязано к определённой морфеме слова и изменяется в парадигме этого слова, ограничиваясь при этом двумя последними слогами (при этом ударение никогда не падает на конечный открытый слог существительных). В кумановско-кратовских и штипско-струмицких говорах ударение падает на определённую морфему и изменяется в парадигме без ограничений, за исключением конечного открытого слога существительных. В малешевско-пиринских, неврокопских и драмско-серских говорах ударение свободное и не закреплено за определённой морфемой. В солунско-воденских, неврокопских и драмско-серских говорах свободный динамический характер ударения вызвал редукцию безударных /a/, /e/, /о/, перешедших в этой позиции в гласные [ə], [i], [u].

### Морфология и синтаксис
В области морфологии и синтаксиса отмечаются следующие противопоставления западного и восточного диалектных регионов:
- наличие на западе членной морфемы артикля мужского рода в форме единственного числа -ot, на востоке — наличие морфемы -o;
- наличие на западе тройного постпозитивного определённого артикля и отсутствие его на востоке;
- на западе — синтетическая форма местоимения 1-го лица множественного числа в дательном падеже — nam, на востоке — аналитическая форма — na nas;
- на западе — распространение личного местоимения мужского рода в 3-м лице единственного числа в именительном падеже toj «он», на востоке — распространение личного местоимения on, форма on известна также на западе (в северо-западных говорах), а форма toj — на востоке (в драмско-серских и неврокопских говорах);
- на западе — форма личного местоимения женского рода в 3-м лице единственного числа винительного падежа — je (в тетовских и горанских говорах — ga), на востоке — форма ja (до линии Велес — Прилеп — Битола);
- на западе — форма личного местоимения женского рода в 3-м лице единственного числа дательного падежа — je, на востоке — форма i;
- на западе — форма личного местоимения в 3-м лице множественного числа винительного падежа — i, на востоке — форма gi, помимо говоров восточного диалектного ареала данная форма встречается также в северо-западных говорах;
- на западе (а также в тиквешско-мариовских говорах) — у большинства односложных существительных мужского рода во множественном числе отмечается вариант окончания -ovi, -oj, на востоке — вариант окончания — -ove;
- на западе (а также в северо-восточных говорах) — наличие косвенных падежей существительных, обозначающих лиц или личные имена, на востоке — отсутствие косвенных падежей;
- на западе — непоследовательное употребление формы счётного множественного числа, на востоке (а также в северо-западных говорах) — последовательное употребление данной формы;
- наличие в западном диалектном ареале окончания -t в 3-м лице единственного числа глаголов настоящего времени, в восточном ареале (а также в северо-западных говорах) — отсутствие флексии -t в формах глаголов 3-го лица единственного числа настоящего времени;
- наличие в западном диалектном ареале словоформы супплетивного глагола sum «быть» в 3-лице множественного числа настоящего времени — se, в восточном ареале и в северо-западных говорах этой форме противопоставлена форма sa;
- на западе — образование некоторых глагольных форм с l-формой смыслового глагола без вспомогательного глагола sum в 3-м лице единственного и множественного числа, на востоке — вспомогательный глагол sum не опускается;
- на западе — наличие глагольных форм со вспомогательным глаголом ima / nema «иметь» / «не иметь», на востоке — отсутствие таких форм;
- на западе — аорист глаголов несовершенного вида является устаревшей и выходящей из употребления формой, на востоке — аорист глаголов несовершенного вида активно используется;
- на западе — наличие клитик в начале предложения (проклиза кратких форм личных местоимений), на востоке — отсутствие клитик личных местоимений в начале предложения.

Часто те или иные морфологические и синтаксические черты запада или востока охватывают всю северную македонскую диалектную территорию. Таким образом, северный диалект по ряду одних морфологических и синтаксических явлений сближается с западным диалектом, по ряду других — с восточным.